# Histoire de l'Irlande

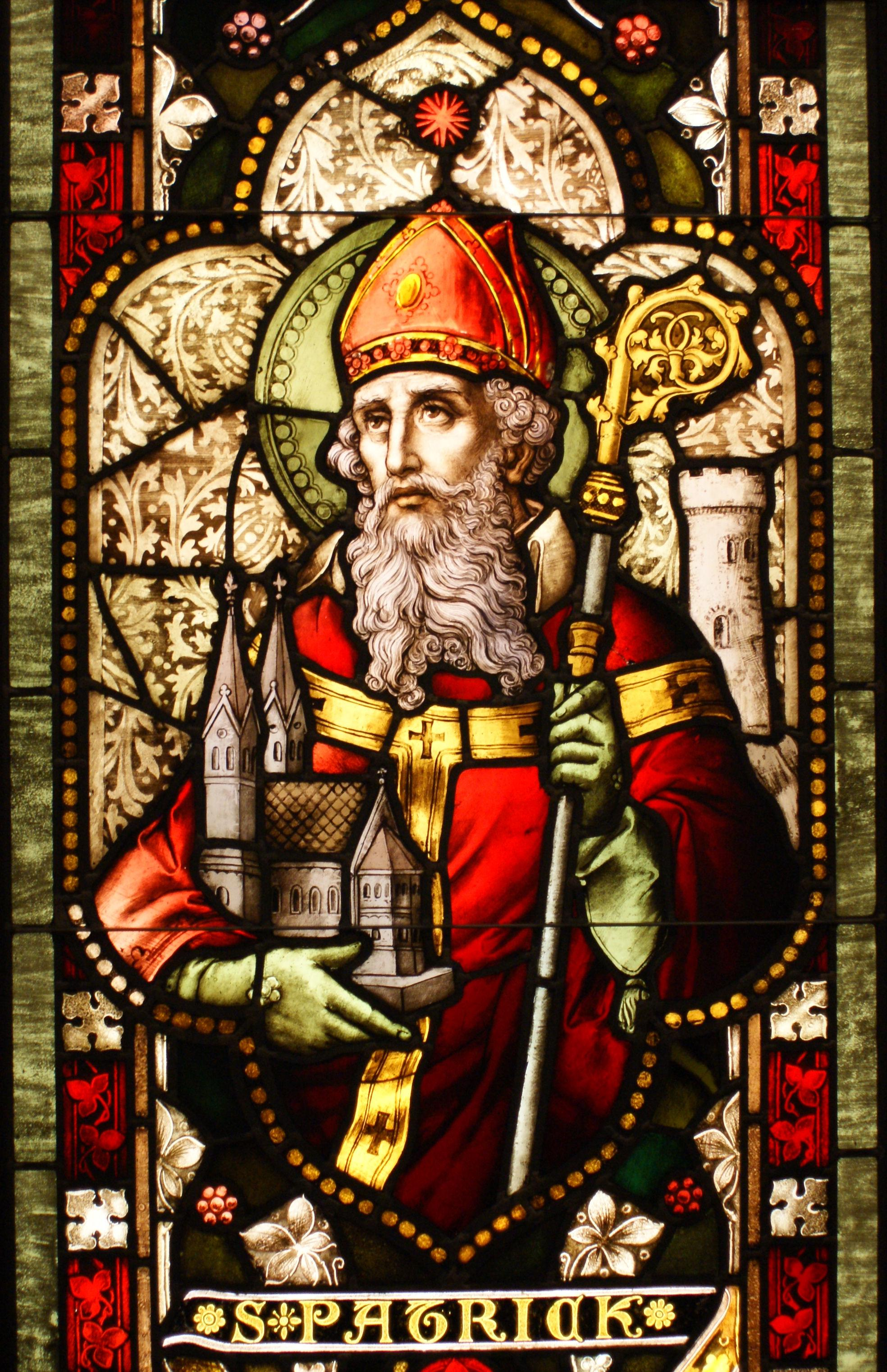
Saint Patrick, évangélisateur de l'Irlande (vue d'artiste, XIXe siècle).

Pour un article plus général, voir Histoire des îles Britanniques.
Pour un article plus succinct, voir Chronologie de l'Irlande.
Cet article concerne la globalité de l'île d'Irlande. Pour l'État d'Irlande indépendant, voir Histoire de l'Irlande (pays). Pour l'Irlande du Nord, voir Histoire de l'Irlande du Nord.
 (juin 2009).
Si vous disposez d'ouvrages ou d'articles de référence ou si vous connaissez des sites web de qualité traitant du thème abordé ici, merci de compléter l'article en donnant les références utiles à sa vérifiabilité et en les liant à la section « Notes et références ».
L'histoire de l’Irlande commence avec l'arrivée sur l'ile des premiers groupes humains en provenance de Grande-Bretagne, vraisemblablement dès le Tardiglaciaire. Quelques vestiges du Mésolithique sont visibles sur l'ile, mais ce sont surtout les nouveaux arrivants du Néolithique qui érigent les grands monuments mégalithiques comme Newgrange. Les Celtes arrivent ensuite et « celtisent » les autochtones. À la suite de l’arrivée de Saint Patrick et d’autres missionnaires chrétiens dans la première partie du Ve siècle, le christianisme supplante la religion celtique vers le VIIe siècle.
À partir des environs de l’an 800, plus d’un siècle d’invasions vikings modifient profondément la culture monastique et les différentes dynasties régionales de l’île, mais ces institutions se révèlent assez fortes pour survivre et assimiler les envahisseurs. L’arrivée de mercenaires normands sous le commandement de Richard de Clare dit « Strongbow » ( Arc fort ), second comte de Pembroke, en 1169, marque le début de plus de 700 ans d’implication directe des Normands puis des Anglais en Irlande. Le royaume d'Angleterre ne cherche pas à obtenir le contrôle complet de l’île avant la Réformation anglaise, lorsque l’indépendance des vassaux irlandais fut l’élément déclencheur d’une série de campagnes militaires entre 1534 et 1691. Cette période est également marquée par une politique de colonisation de l’Angleterre qui conduit à l’arrivée de milliers d’Anglais et d'Écossais, protestants.
Alors que la défaite militaire et politique de l’Irlande gaélique se confirme à la fin du XVIIe siècle, l’appartenance religieuse devient progressivement un facteur identitaire qui divise la population, tandis que le facteur linguistique s’estompe à mesure que le gaélique laisse place à l’anglais. À partir de cette période, les conflits liés à la religion constituent un thème majeur de l’histoire de l’Irlande.
Le renversement, en 1613, de la majorité catholique dans le Parlement d'Irlande se réalise principalement à travers la création de bon nombre de nouvelles municipalités, toutes dominées par des protestants. À partir de la fin du XVIIe siècle, les catholiques, qui représentent 85 % de la population, sont bannis du Parlement. Le pouvoir politique est monopolisé par les protestants tandis que la population catholique souffre de privations économiques et politiques. En 1801, le Parlement irlandais est supprimé, l’Irlande étant intégrée dans le Royaume-Uni de Grande-Bretagne par l’« Acte d'Union ». Les catholiques sont encore interdits de siéger au nouveau Parlement jusqu’à l’émancipation atteinte en 1829, sous condition que les plus pauvres, les plus radicaux et les indépendantistes soient interdits de vote.
Le Parti parlementaire irlandais s’efforce à partir des années 1880 d’obtenir un gouvernement autonome à travers un mouvement parlementaire constitutionnel qui aboutit finalement sur le « Home Rule Act » en 1914, mis en suspens par la guerre. En 1922, après la guerre d’indépendance irlandaise, les 26 comtés du sud de l’Irlande se détachent du Royaume-Uni pour devenir l’État Libre d’Irlande sous la forme de dominion, puis l'Irlande après 1948. Les six comtés restants au nord-est, connus sous le nom d’Irlande du Nord, sont touchés par des conflits sporadiques entre nationalistes (catholiques) et unionistes (protestants). Ce conflit éclate au cours des « Troubles » à la fin des années 1960, pour aboutir à une paix difficile trente ans plus tard.
En 2024, le pays (Eire, Irlande (pays)), sur un territoire de 70 273 km2, abrite environ 5,3 millions d'Irlandaises et Irlandais.
La population était de 3 millions vers 1936 et 1946, de 4 vers 2002 : l'île en comptait 4 en 1871 et 6,5 en 1841 (avant la grande famine irlandaise).
La diaspora irlandaise atteindrait 100 millions, dont 40 aux États-Unis, 7 en Australie, 6 au Royaume-Uni, 4,4 au Canada, 1 en Argentine...
En 2024, l'Ulster (principalement l'Irlande du Nord), sur un territoire de 22 067 km2, dispose d'une population d'environ 2,2 millions de personnes, très majoritairement anglophones (avec deux minorités parlant l'irlandais ou le scot d'Ulster). La population était de 1 648 945 en 1841, 1 236 056 en 1891, 1 536 065 en 1971.

## Préhistoire

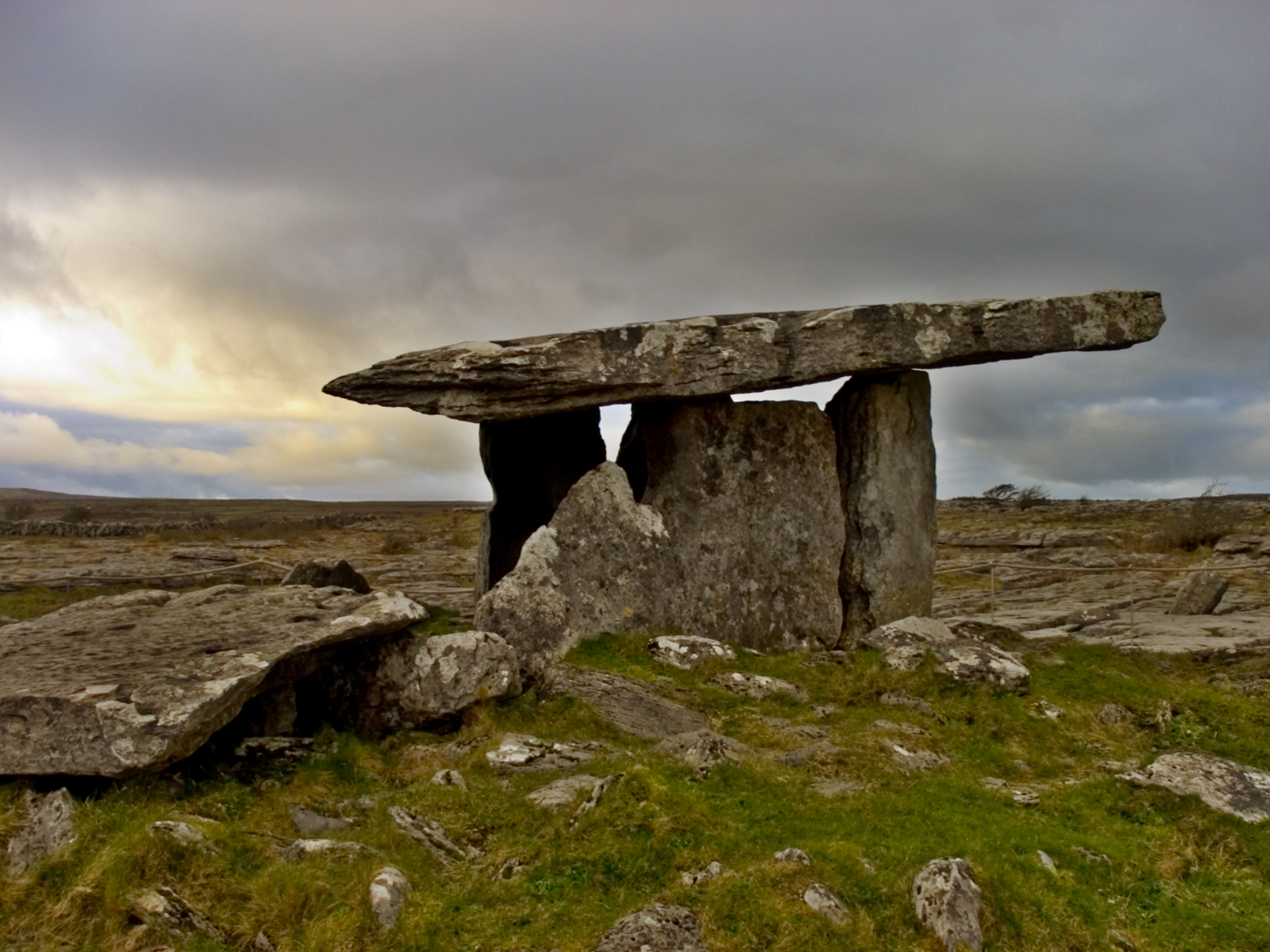
Dolmen de Poulnabrone.

Ce que l’on sait de l’Irlande préchrétienne vient de quelques références dans les textes romains, de la poésie, des mythes irlandais et de l’archéologie.
Les premiers habitants de l’île arrivèrent vers 10500 av. J.-C., au Tardiglaciaire, avant même que le climat devienne plus hospitalier. 
L'agriculture se répand aux environs de 4000 av. J.-C., grâce à l'arrivée de populations déjà néolithisées originaires d'Anatolie (où elles vivaient vers 7000 av. J.-C.) et qui ont traversé toute l'Europe d'est en ouest jusqu'aux iles britanniques. Elles se caractérisent par la culture des céréales, l'élevage, la maitrise de la céramique, l'utilisation d'outils en pierre polie, l'édification de maisons en bois rectangulaires et de tombes mégalithiques, dont certaines forment d'immenses monuments, tels que les tombes de Newgrange, Knowth et Dowth. Newgrange notamment démontre un intérêt certain pour l'astronomie, en relation avec les saisons et les rythmes agraires. Quatre types de tombes mégalithiques ont été identifiés : à portail, encloses, à passage et en coin. Dans le Leinster et le Munster les personnes étaient enterrées dans de petites citernes en pierre, sous des monticules de terre, et étaient accompagnés par des poteries décorées caractéristiques. Cette culture a apparemment prospéré, car l'île s'est plus densément peuplée. À la fin du Néolithique de nouveaux types de monuments se développèrent. C'est alors que l'on érige des dolmens à vocation funéraire (long barrows).

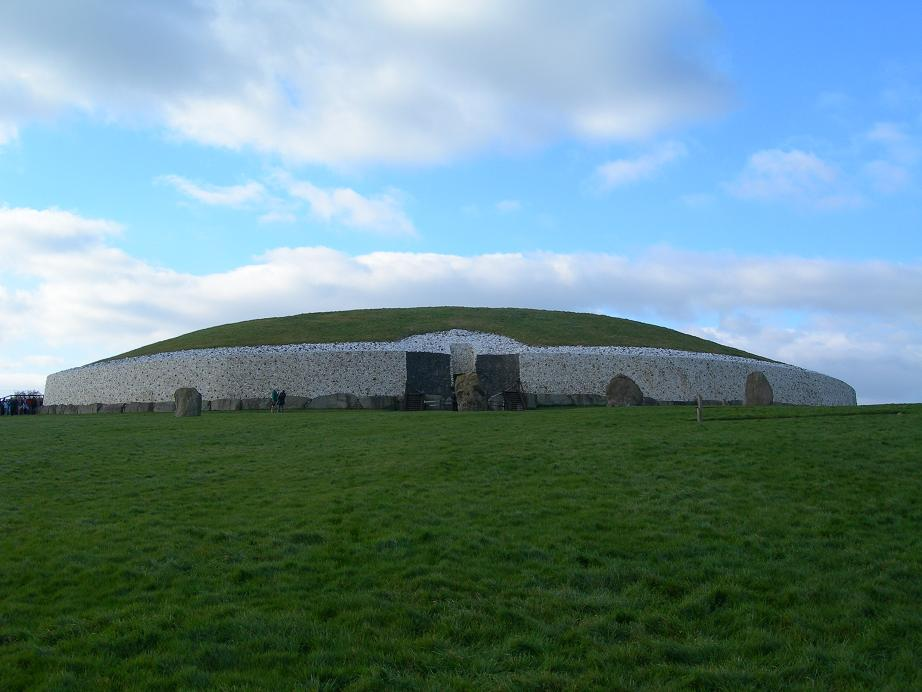
Newgrange

Vers 2100 av. J.-C., de nouveaux arrivants indo-européens, populations originaires de la steppe pontique, associées à la culture campaniforme, entraînent de nouveaux changements avec l'apparition des mines de cuivre, qui sont bientôt suivies par les premiers outils et armes en bronze. Elles introduisent progressivement leur hiérarchie sociale, leur religion et remplacent ou assimilent les autochtones. La période qui suit voit la production d'ornements complexes en or, d'armes, d'outils et d'imposants tumulus ronds (round barrows). C'est de cette époque que date l'exploitation de mines de cuivre dans les régions de Cork et Kerry et d'or dans le Wicklow. Cette transition voit le passage des tombes à couloir collectives du Néolithique aux sépultures individuelles de l'Âge du bronze.
La génétique confirme cette « grande vague de modification de génomes » qui s'est produite au début de l'Âge du bronze et dont l'affinité avec les génomes des Irlandais modernes est très forte,,.

## Celtes

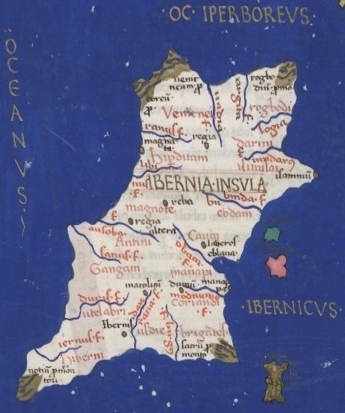
Cosmographie de Ptolémée (version 1467)
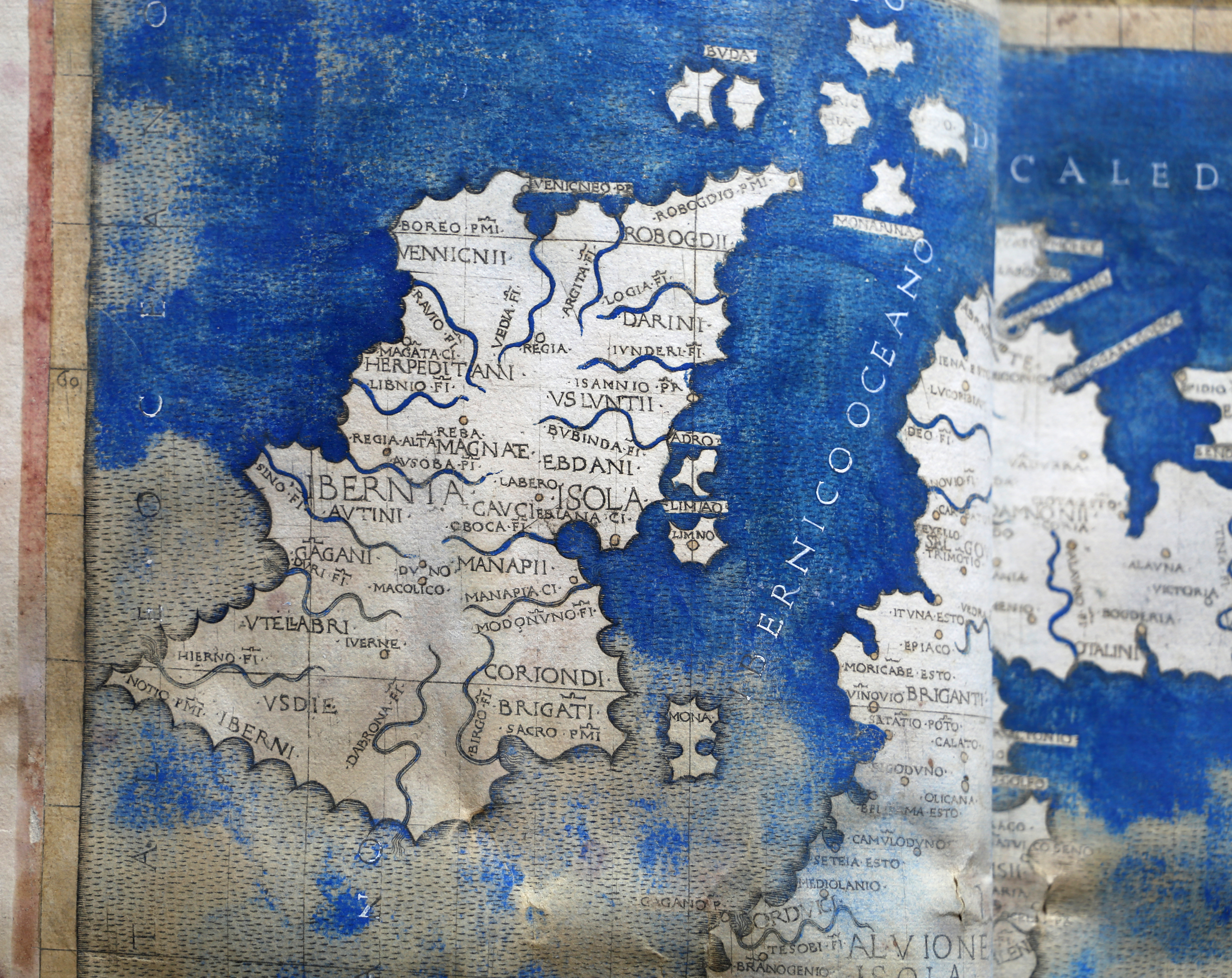
Version Berlinghieri (1482)
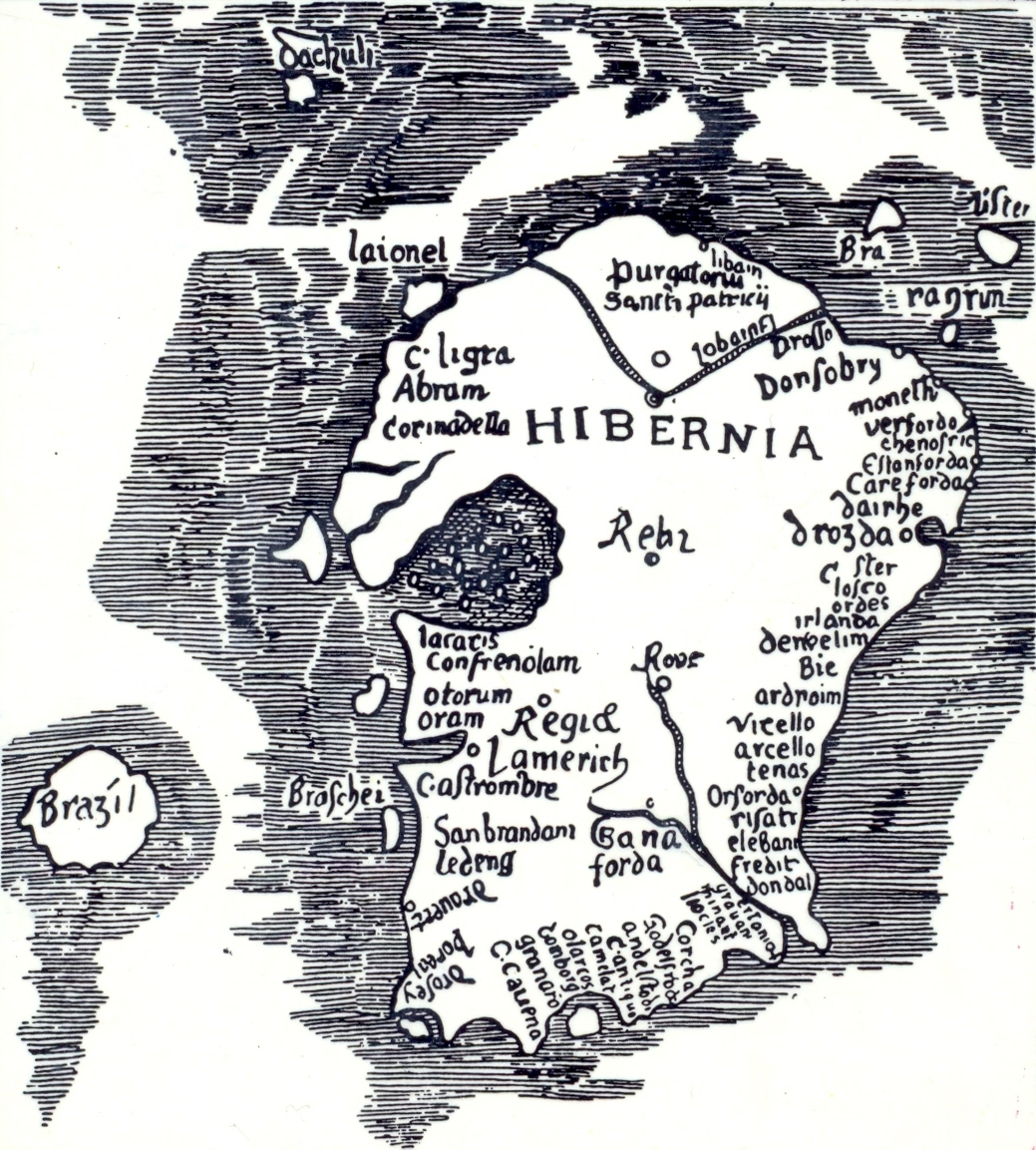
Version Argentine Ptolemy (1513) avec Isle of Brazil
Adaptation de l'Irlande selon Ptolémée
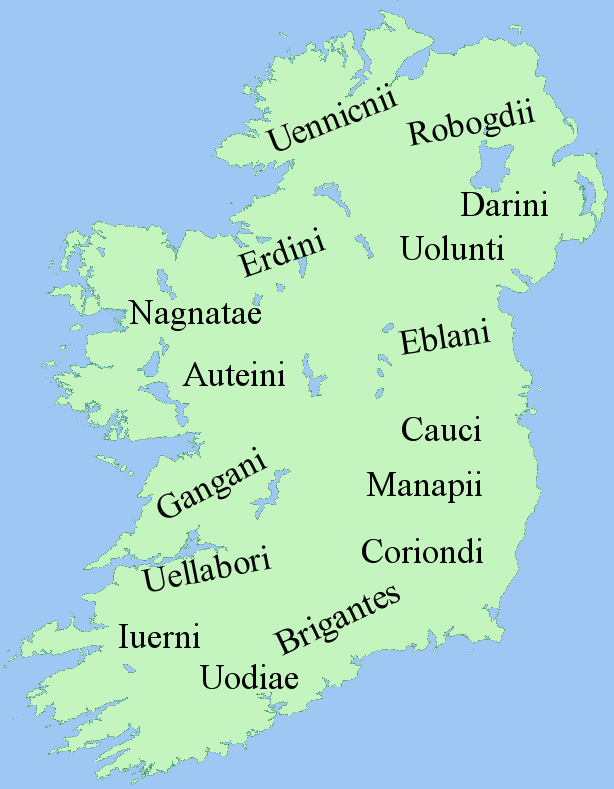
Peuples d'Irlande selon Ptolémée

L'Âge du fer commence vers 700 av. J.-C. avec l'arrivée des Celtes en Irlande en provenance de Grande-Bretagne. Ils partagent un certain nombre de traits culturels communs avec les autres peuples celtes du centre et de l'ouest de l'Europe.
La structure de la société celtique reprend le schéma de la structure sociale tripartite des Indo-européens au sommet de laquelle on trouve une classe sacerdotale composée des druides, des bardes et des vates. Les druides ont en charge la religion, le sacrifice, la justice, l’enseignement, la poésie, la divination ; les bardes sont spécialisés dans la poésie orale et chantée et doivent faire la louange, la satire ou le blâme ; les vates sont des devins qui se consacrent plus particulièrement à la divination et à la médecine. En Irlande, les filid (« bardes ») deviennent les membres les plus influents de la classe sacerdotale, dont une des prérogatives est de conseiller le roi. Dans la civilisation celtique, le rôle du roi est non seulement de mener la guerre et de dire la justice, inspirée par les druides. Longtemps, ces rois n’ont été que des chefs au pouvoir incertain et aux successions problématiques. La deuxième classe de la société est celle des guerriers et la troisième est celle des producteurs, artisans, agriculteurs et éleveurs.
Les Romains, qui occupent la majeure partie de la Britannia (Grande-Bretagne actuelle), n'occupent jamais l'Irlande[réf. nécessaire] (qu'ils appellent Hibernia), peuplée de populations trop difficilement assimilables et trop loin du cœur de l'Empire. Des archéologues y ont néanmoins trouvé des vestiges romains. Ils semblent surtout témoigner des contacts réguliers, y compris commerciaux, avec l'Empire.

## Tara et la conquête de l'Ulster
Dans les premiers siècles de notre ère, les chefferies celtes fusionnent progressivement pour constituer quatre royaumes (ou provinces) : l’Ulster, le Leinster, le Munster et le Connacht (Connaught). Au début du Ve siècle, un Ard rí Érenn (roi suprême d’Irlande) étend son pouvoir sur toute l’île, il siège à Tara capitale de Meath. Les autres rois lui doivent le boroma, tribut payable en bétail – son non-paiement entraîne des guerres dont la mythologie se fait l’écho, tout autant que les razzias.
Les écrits connus aujourd'hui en Irlande ne remontent pas au-delà de 431. Le roi gaélique de Tara, connu sous le nom de Niall Noigiallach ou « Niall aux neuf otages », est la plus ancienne figure historique, dont l'existence n'est pas disputée, et dont nous avons quelques connaissances. Selon les archives existantes[réf. nécessaire], son père, Eochaid Mugmedon, était un roi de Tara, et il dirigeait le royaume de Mide.
Niall succéda à son père vers l'an 400, et il aurait régné pendant vingt-sept ans. Son règne marqua la montée de Tara comme la puissance dominante du pays. À l'origine de ce pouvoir, il y avait la conquête de l'Ulster, l'aboutissement de siècles de conflit entre les Gaëls de Tara et les Ulaids de Emain Macha. Ce conflit est évoqué dans le cycle mythique connu sous le nom de Cycle d'Ulster, qui inclut l'épopée nationale irlandaise, le Táin Bó Cúailnge.
La conquête gaélique de l'Ulster fut entreprise principalement par trois des fils de Niall, Conall Gulban, Eógan et Énda, qui furent récompensés par trois sous-royaumes dans l'ouest de la province nouvellement conquise. Le résultat direct de cette conquête fut la réorganisation de l'Ulster en trois sur-royaumes : 
- Ulidia, à l'est, couvrait la plus grande part des comtés modernes d'Antrim et de Down. Il était dirigé par les Dál nAraidi, une dynastie cruthnienne autochtone, qui avait pris le parti de Niall pendant la guerre. Les Ulaid ou les Dál Fiatach, qui avaient constitué la puissance dominante en Ulster pendant des siècles, furent vaincus, leur siège royal à Emain Macha détruit, et ils furent repoussés vers l'est dans le comté de Down. La conquête gaélique eut aussi un impact significatif sur l'histoire écossaise. Une des tribus éméiennes d'Ulster, qui avaient été réduites à la vassalité par Niall, était les Dal Riada, dont le territoire traditionnel était situé au nord-est du pays. À la suite de leur défaite, quelques-uns des Dal Riada traversèrent la mer et colonisèrent l'Argyll. Au cours du temps, cette colonie devint la puissance dominante du nord de la Grande-Bretagne. Le royaume d'Écosse fut créé au IXe siècle par l'union des Dal Riada et du royaume indigène des Pictes.
- Airgallia, parfois anglicisé sous l'appellation Oriel, au centre de l'Ulster couvrant la plus grande partie des comtés d'Armagh, de Coleraine[réf. nécessaire], de Fermanagh, de Louth, de Monaghan et de Tyrone. Ce royaume était en réalité une confédération de neuf sous-royaumes, chacun d'eux dirigé par une dynastie autochtone, qui avait été réduite à la vassalité par la conquête de Niall. Afin de s'assurer de leur loyauté, il les obligea à lui envoyer à Tara des membres éminents de leurs familles comme otages. C'est de là que vint le nom d'Airgialla, qui signifie « donneurs d'otages », et sans doute aussi l'épithète de Niall, Noígiallach, qui veut dire « aux neuf otages ».
- Ailech, à l'ouest, occupait la même étendue que l'actuel comté de Donegal. À l'origine, il était composé de trois sous-royaumes, Tír Eógain, Tír Chonaill et Tír Énda, mais Tír Énda fut conquis par les descendants de Conall et fut incorporé dans Tír Chonaill. Les deux royaumes restants augmentèrent en taille et en importance, et leurs noms ont été conservés dans les noms gaéliques des deux comtés modernes de l'Ulster : Donegal et Tyrone. Ailech fut dirigé pendant plus de huit siècles par les descendants de Conall et Eógan, connus collectivement sous le nom des Uí Néill, qui fournirent plusieurs hauts-rois d'Irlande. Vers 425, la prise d'Ailech, le siège royal qui était devenu la capitale des Uí Néill du nord, et qui donna son nom au royaume, marqua la fin de la conquête gaélique de l'Ulster.

Après la mort de Niall, son fils, Lóegaire mac Néill, lui succéda comme roi de Tara. C'est durant son règne que le christianisme fut officiellement introduit dans le pays. Niall aux neuf otages a l'honneur d'être l'ancêtre de tous les hauts-rois d'Irlande, excepté deux, qui régnèrent sur le pays depuis le Ve siècle jusqu'au temps de Brian Boru au début du XIe siècle.
Dans des conditions mal connues, vers 500, des Scots venus d'Irlande fondent un royaume en Calédonie qui prendra leur nom : l'Écosse (Scotland).

## La christianisation

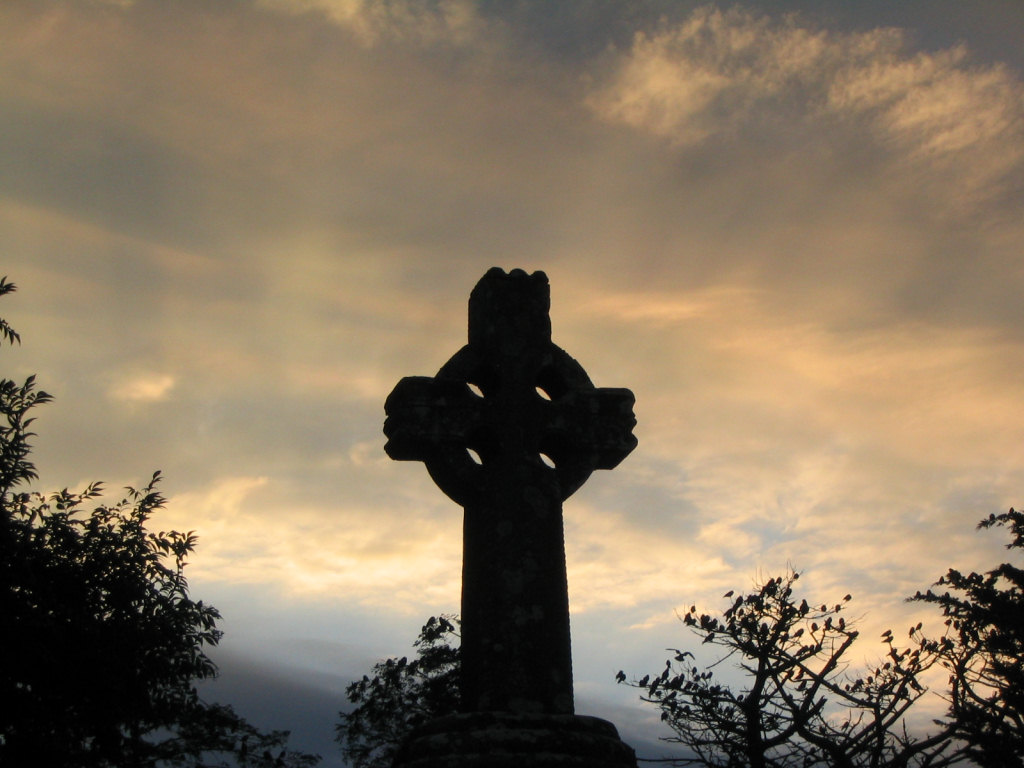
Croix celtique à Knock.

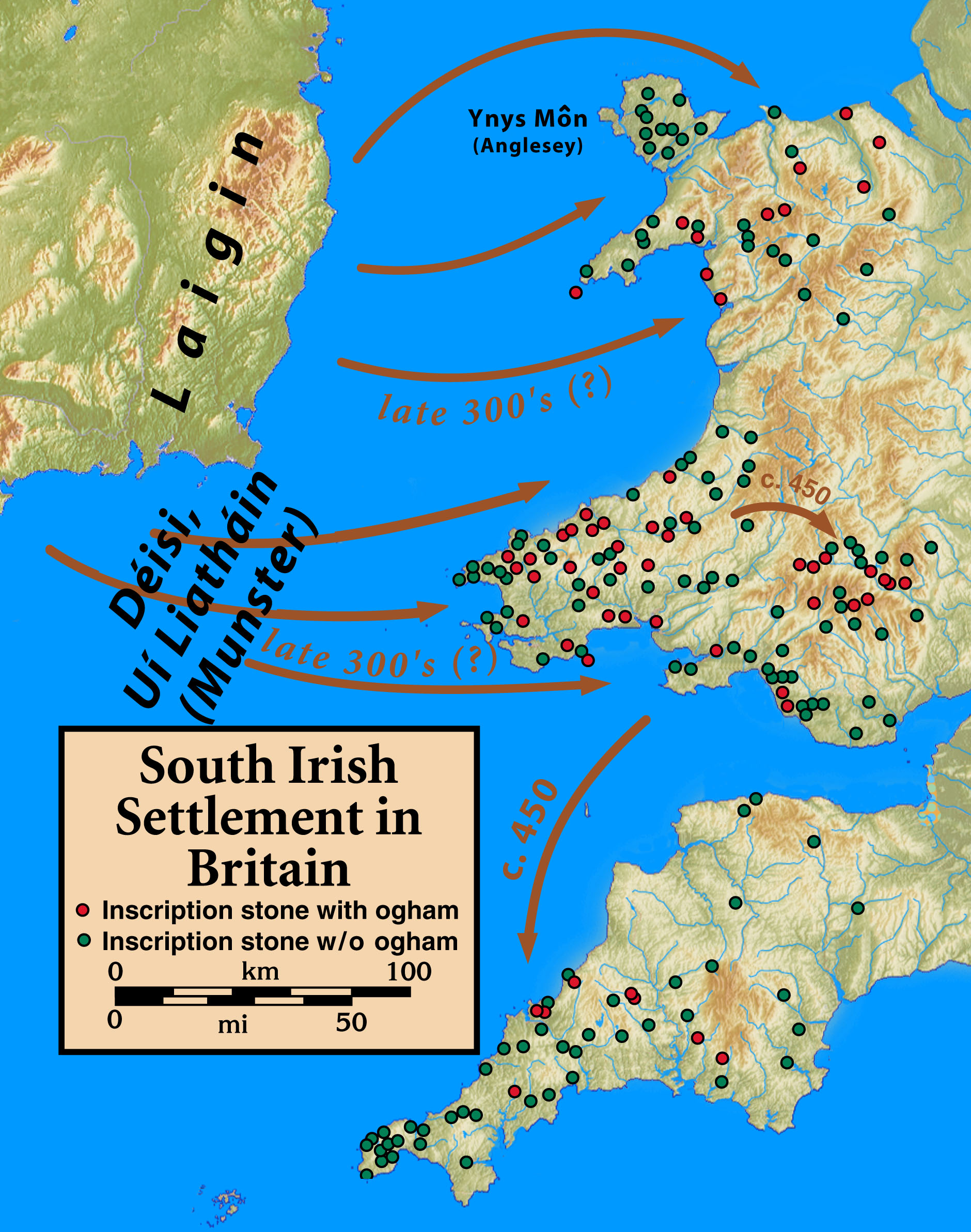
Installations sud-irlandaise en Angleterre, vers 300-450.

La christianisation de l’Irlande marque la fin de la civilisation celtique, du moins en ce qui concerne sa mythologie, car la structure de la société s’est maintenue, avec une classe sacerdotale prédominante. Les circonstances exactes de l’introduction du christianisme dans l’île sont mal connues, d’autant que les textes relatifs  à son initiateur, saint Patrick sont largement hagiographiques.

### Saint Patrick
Fils d’un fonctionnaire britto-romain, Padraig est né en 390 en un lieu incertain de l’île de Bretagne. En 405, il est victime d’une razzia de Gaels et est emmené comme esclave en Irlande, sous le règne du Ard ri Érenn, Niall Noigiallach. Pendant six années de captivité, passées à surveiller les troupeaux, sa foi en Dieu s'affermit et une fois évadé, il poursuivit ses études théologiques en Gaule. Les dates de son retour en Irlande sont incertaines (entre 432 et 490 selon les différentes thèses) mais la conversion de l’île serait intervenue sous le règne du roi Loegaire, fils de Niall. Patrick est souvent décrit en train de discuter avec les druides et tenter de les convaincre que sa foi en Dieu est plus puissante que la « magie druidique ». La légende rapporte aussi qu’il a fait fuir tous les serpents et explique le principe de la Trinité (Le père, le Fils et le Saint-esprit) par la feuille de trèfle (le concept de triades était très répandu dans la mythologie celtique).
La conversion du pays s'est faite pacifiquement par des filid devenus les porteurs de la nouvelle religion. Initialement romain, le rituel s’est celtisé, favorisant un monachisme qui deviendra une référence en Europe. Clonard, Clonmacnoise, Glendalough deviennent d'importants centres spirituels. L’église d’Armagh est fondée vers 445.
Le VIe siècle voit la fondation du monastère de Bangor (en 558) par Comgall et celui de l’île d’Iona par Colomba, qui deviennent la base de départ de l’évangélisation de l’Écosse. Ce n’est qu’au VIIe siècle que le synode de Whitby (664) rejette la liturgie irlandaise au profit de la liturgie romaine.

## Entre les Vikings et la lutte pour l'indépendance

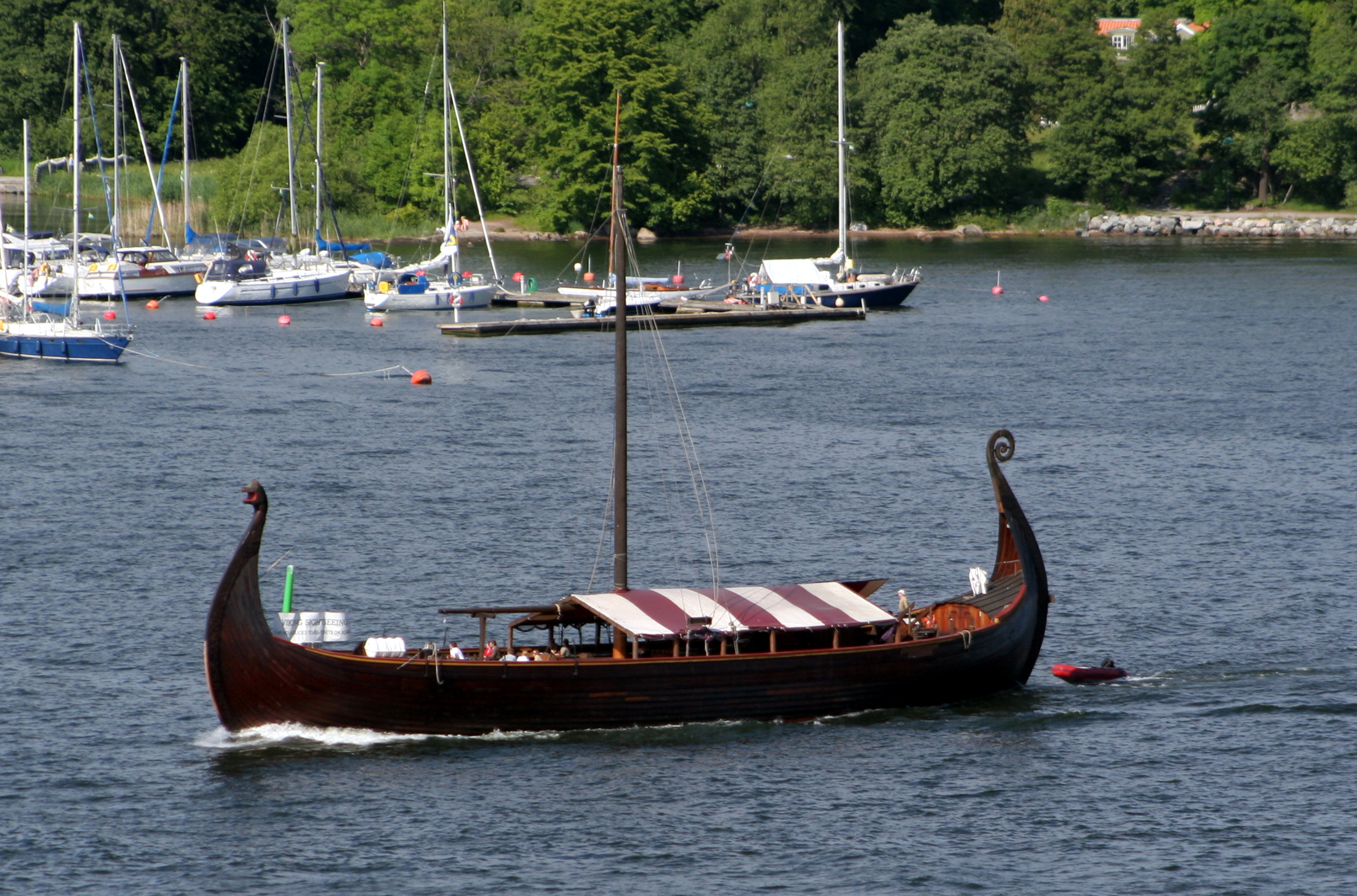
Un knarr, l'un des bateaux viking.

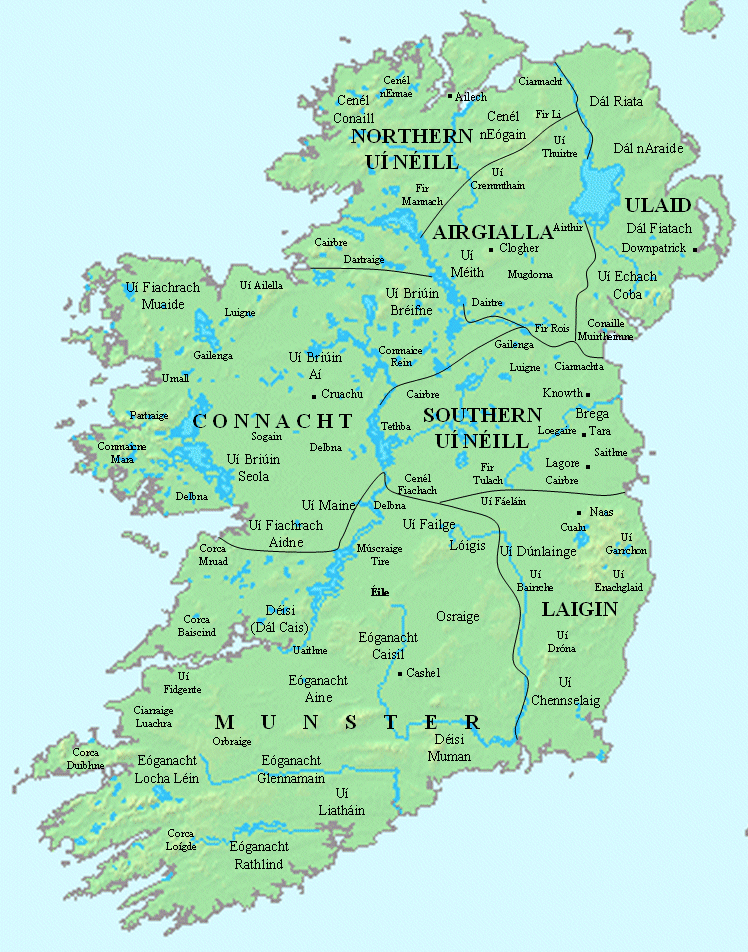
Irlande politique vers 700.

Au VIIIe siècle, la croissance démographique et des guerres de succession entraînent des peuples scandinaves, Norvégiens et Danois, à sortir de leurs territoires. Les Varègues partent vers l’est et fondent en Russie des embryons d’États, les Vikings (du norrois fara í víkingu : partir en expédition et víkingar qui désigne ceux qui partent) déferlent sur les îles Britanniques à l’Ouest et le continent au Sud.
Sur le plan intellectuel, l'Irlande vit alors un âge d’or par le dynamisme de ses institutions religieuses, mais sur le plan politique, l’île est divisée entre près de cent cinquante tuatha (les clans), chacun dirigé par un rí (roi). Ces chefs sont eux-mêmes assujettis au roi d’une des cinq provinces (Ulster, Connacht, Munster, Leinster et Meath). Le Ard rí (roi suprême) est plus un titre honorifique qu’une réelle autorité.
C’est alors que les Vikings surgissent dans l’île. Les premières expéditions attestées datent de 795. Les Vikings brûlent l’église de l’île de Lambay ainsi que les monastères d’Inisbifin et d’Inismurray, qui subira un nouvel assaut en 807. Dès 812, les raids se concentrent sur la côte ouest, puis sur les rivages de la mer d'Irlande. Au début des années 820, le tour de l’île est accompli. Pendant une quarantaine d’années, les Vikings multiplient les raids et les razzias, privilégiant les monastères, plus riches en trésors. Durant les années 830, ils remontent les fleuves et ravagent l’intérieur des terres. En 836, ils empruntent la rivière Shannon et pillent le Connaught. L’année suivante, deux flottes d’une soixantaine de bateaux viking chacune reconnaissent la Liffey et la Boyne ; les territoires sont ensuite systématiquement ravagés, les habitants massacrés. Nombreux sont les exemples de leurs méfaits. L’hiver 840-841 marque une étape, puisque pour la première fois les Vikings passent la saison dans l’île et s’installent dans des places fortifiées qui deviennent aussi des lieux de commerce : Dublin, Annagassan, puis par la suite, Wexford, Cork, Limerick, etc. Ce sont autant de bases retranchées qui permettent des expéditions vers l’intérieur, dont le point culminant semble être l’année 845, à tel point que l’on parle d’invasion. Les rois celtes peuvent parfois les contenir et les assiéger.

Irlande politique vers 900.

L’Irlande médiévale voit la montée en puissance de deux grands rois : Brian Boru au Sud et Mael Sechnaill au Nord. Le premier étend son influence sur le Munster et s'empare de la ville viking de Limerick tandis que le second, devenu roi de Tara, remporte la bataille de Tara en 980 sur les Vikings et assiège avec succès la ville de Dublin.
Ces deux rois cherchant à étendre leurs aires d’influence entrent bientôt en conflit, qui voit le triomphe de Brian Boru en 1002 avec la soumission de Mael Sechnaill sans qu'aucun combat n'ait eu lieu. Brian Boru se déclare alors roi suprême d’Irlande, non sans opposition, personne n’ayant jamais réellement exercé de pouvoir sur l’ensemble de l’île. C’est ainsi que le roi du Leinster, Mael Morda, s’allie avec les Vikings contre Brian Boru. Ce conflit culmine lors de la bataille de Clontarf en 1014, remportée par Brian Boru mais lors de laquelle il trouve la mort, assassiné par un Viking en retraite alors qu’il se trouvait sous sa tente. Clontarf marque donc la fin de deux ères : celle de la terreur occasionnée par les Vikings et celle du premier roi suprême d’Irlande. Dès lors, les Vikings se soumettent aux rois d’Irlande et ne gardent qu’un peu d’autonomie dans leurs villes côtières de Dublin, Waterford, Limerick, Wexford et Cork. Ils seront progressivement assimilés dans la population gaélique.
La succession de Brian Boru sera difficile, de nombreux rois se la disputant. C’est finalement son principal rival, Mael Sechnaill qui lui succède jusqu’à sa mort en 1022.
En 1052, le roi du Leinster chasse le roi scandinave de Dublin, qui devient la capitale de fait se substituant à Tara.

## Sous la couronne anglaise

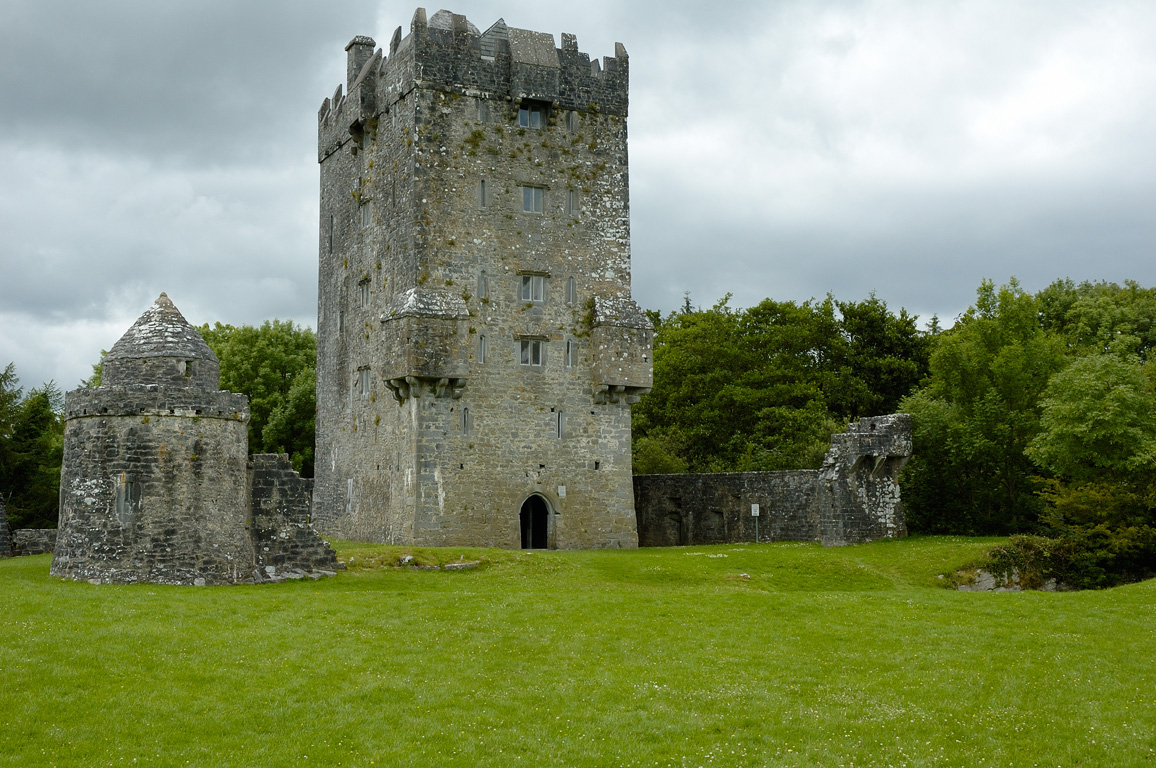
Aughnanure, Château du clan des O'Flaherty dans le comté de Galway.

Par la suite, de nombreux rois locaux se disputeront l’autorité. L’un d’entre eux, Diarmait MacMurrough, roi de Leinster chassé d’Irlande, part chercher secours auprès du roi Henri II d'Angleterre. Il rencontre celui-ci en 1166 en Aquitaine. Celui-ci voit dans les vœux de loyauté du roi de Leinster une occasion de conquérir l’Irlande. Toutefois, trop occupé à ce moment par la guerre contre la France, il ne peut se permettre d’envoyer des troupes en Irlande et offre à MacMurrough la possibilité de demander de l’aide à un de ses vassaux pour reconquérir son royaume. C’est ainsi que MacMurrough conclut un marché avec le seigneur normand Richard FitzGilbert de Clare, dit « Strongbow ». Celui-ci était disposé à l’aider à retrouver son rang en Irlande à condition d’obtenir la main de la fille ainée de MacCullough et ainsi de devenir son héritier au trône. Le premier débarquement normand eut lieu en 1167 mais c’est en 1169 que débarqua le gros des troupes. Ils eurent tôt fait de défaire les principaux rois irlandais et d’étendre leur influence sur la côte Est de l’Irlande. Le roi Henri II, considérant le développement d’un royaume normand indépendant en Irlande comme un danger pour l’Angleterre intervint en 1171, débarquant avec une imposante armée et instituant son fils cadet John comme seigneur d’Irlande. Les évêques réunis en synode à Cashel reconnaissent l'autorité d'Henri II sur l'île. En 1175, le traité de Windsor impose aux royaumes irlandais de payer tribut au souverain Plantagenêt.
Au cours du XIVe siècle, l’influence normande fut fortement diluée par une recrudescence de la culture gaélique. Pour contrecarrer la gaélicisation des populations normandes en place, les statuts de Kilkenny sont votés en 1366 et 1367 au parlement irlandais. Par exemple, ces lois interdisent aux Normands le port de vêtements irlandais traditionnels ou l’usage de la langue irlandaise, de façon à séparer les deux populations. Toutefois, ces statuts ne seront jamais réellement appliqués et le phénomène d’assimilation des Normands à la population locale se poursuit. Progressivement, l’aire de domination normande se réduit aux alentours de Dublin, sans que l’Angleterre, trop occupée par la Guerre de Cent Ans contre les Français, puisse intervenir.
Face aux échecs des tentatives d’application de la loi anglaise, la solution de confier le gouvernement de l’Irlande aux chefs anglo-irlandais est privilégiée par l’Angleterre.
Mais en 1494, la couronne anglaise déclare sa domination sur toute l'île par la loi Poynings (ou statut de Drogheda) qui soumet le parlement irlandais à une totale obéissance à l’Angleterre. L’opposition irlandaise reste toutefois forte, notamment par le biais de la dynastie des Fitzgerald, comtes de Kildare, qui a une très grande influence,.
En 1541, Henri VIII prend le titre de roi d'Irlande. La colonisation par les confiscations de terres se développe alors (Plantations en Irlande). Henri VIII, en conflit religieux et politique ouvert avec la papauté, souhaite également réformer l’Église irlandaise. Cependant les mesures législatives entreprises pour convertir les Irlandais ont peu de résultats, ceux-ci restant attachés au catholicisme et associant anglicanisme et protestantisme avec l’impopulaire administration anglaise et ses mesures répressives.
En 1595, une révolte est entamée contre les Anglais, menée par Hugh O'Neill, comte de Tyrone qui s’est allié avec les principaux chefs d’Ulster, partie de l’Irlande qui échappe toujours au contrôle anglais. Après quelques succès significatifs, O'Neill sera finalement défait par les troupes envoyées par la reine Élisabeth Ire et perdra la guerre de Neuf Ans. Ne trouvant aucun moyen de lutte efficace contre l’envahisseur et essuyant le refus de l’Espagne de les aider militairement de manière significative, les principaux comtes gaéliques décident de quitter le pays.

## La fuite des comtes et l'émigration vers la Barbade des années 1630
En septembre 1607, les comtes embarquent avec leur famille sur un bateau à destination de l'Europe continentale. Cet épisode de l’histoire irlandaise est connu sous le nom de « Fuite des comtes ». Les Irlandais, privés de leurs dirigeants, se retrouvent à la merci de la couronne anglaise qui intensifie les confiscations de terres et les plantations, notamment en Ulster, conduisant à une arrivée massive de colons de confession protestante venus principalement du Yorkshire et des Lowlands écossaises. Ils sont près de 100 000 en 1650.
Les paysans privés de terres sont pour une bonne partie d'entre eux obligés de devenir des engagés (indentured servants) qui fuient vers l'Amérique, ou plutôt vers la seule colonie américaine alors accessible pour un Irlandais, la petite île de la Barbade, à l'extrémité orientale des Antilles, découverte à la fin des années 1620 et qui compte 37 000 habitants blancs à la fin des années 1630, pour la plupart des Irlandais travaillant à la culture du tabac. Plusieurs milliers d'entre eux vont ensuite fuir l'île et s'implanter discrètement un peu partout dans la Caraïbe et devenir des boucaniers, appelés aussi Irois. Ils peuplent en particulier l'île française de Marie-Galante.

## La première révolution anglaise

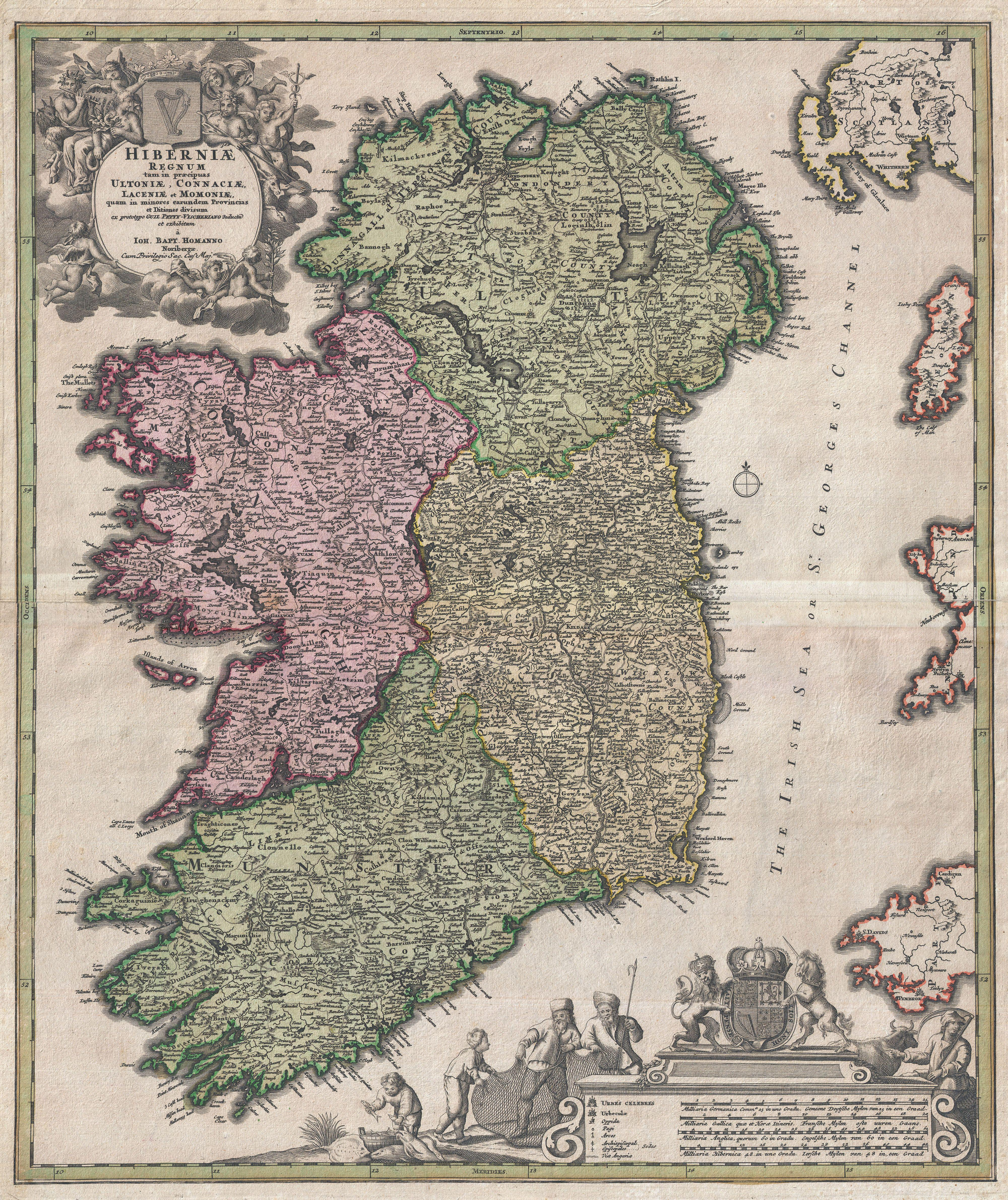
Carte d'Irlande datant de 1716.

Une grande révolte éclate en 1641, année de la Première Révolution anglaise. Les Irlandais ont alors profité de la situation confuse pour tenter de recouvrer leur indépendance mais se heurtent à Oliver Cromwell en 1649 lors des massacres de Drogheda et Wexford, après que Cromwell eut réussi à mater les rébellions dans la New Model Army. Cromwell débarque à Dublin (durant l'été 1649) avec ses soldats, les « Côtes de fer » et organise un véritable massacre. Selon les sources, entre le tiers et la moitié de la population de l'île est massacrée[réf. nécessaire]. Après sa défaite, l'Irlande est soumise à l'autorité et aux lois de l'Angleterre et les terres du nord du pays sont confisquées et attribuées à des colons venus d'Écosse et d'Angleterre. Une partie de la population indigène doit se replier dans le Connaught, la région la plus pauvre du pays.
À partir des années 1650, l'Angleterre renforce son emprise en installant des paysans protestants sur des terres confisquées aux catholiques locaux dans la province d'Ulster. Leurs descendants vivent dans la crainte d’être chassés des terres qu'ils cultivaient, ce qui les conduit à ressentir une communauté d’intérêts avec les grands propriétaires anglo-irlandais protestants. Ainsi, ils n'osent pas contester la politique imposée par les gouvernements britanniques, de peur que cela n'encourage les catholiques dépossédés.
La domination protestante ne cesse de se renforcer au cours du siècle par l'éviction des paysans gaéliques et de la partie catholique de la noblesse. En 1661, lorsque le parlement irlandais se réunit de nouveau, sur 250 députés, il n'y a qu'un seul catholique. Jacques II, roi catholique chassé du trône d'Angleterre en 1688, tente de reprendre pied en Irlande et y est défait, en 1690, lors de la bataille de la Boyne: le sort de l'Irlande s'aggrave encore. En 1695, Guillaume III interdit aux catholiques d'enseigner et promulgue des « lois pénales » anti-catholiques. En 1697, le parlement irlandais adopte la loi bannissant des représentants du clergé catholique et, en 1699, il vote plusieurs lois restreignant les exportations de laine d'origine irlandaise. Devenue reine, Anne de Grande-Bretagne crée en 1704 une loi favorisant la propriété foncière au profit des colons britanniques et une autre exigeant des autorisations d'exercices pour les prêtres catholiques. En 1709, une nouvelle loi oblige les prêtres catholiques à prêter serment d'allégeance à la couronne d'Angleterre. En 1713, Jonathan Swift devient doyen de la cathédrale Saint-Patrick de Dublin et publiera en 1726, une œuvre satirique; Les Voyages de Gulliver. Dans plusieurs de ses ouvrages, il se fait l'avocat de la cause irlandaise.
Lors de la première année de son règne, en 1715, George Ier doit faire face au soulèvement jacobite en Irlande puis, en 1717, à l'exode presbytérien d'Ulster vers les colonies américaines. Le 26 mars 1720, le Parlement de Grande-Bretagne vote une loi, déclarant le droit du Parlement de Grande-Bretagne de légiférer pour l'Irlande et nier la juridiction d'appel de la Chambre des lords irlandaise. Cette loi est connue sous le nom de Dépendance de l'Irlande sur la Loi de la Grande-Bretagne de 1719 (en).
L'hiver 1739-1740 est particulièrement froid et long. Ceci engendrera une première grande famine de 1740 à 1741.

## La lutte pour l'indépendance contre la Grande-Bretagne
La société des patriotes irlandais s’est radicalisée et s’est transformée en une société secrète à la suite de son interdiction. Leur programme est devenu plus radical : « renverser la tyrannie gouvernementale, briser les liens qui attachent l’Irlande à l’Angleterre, conquérir une réelle indépendance, et enfin oublier les particularismes religieux. Les patriotes irlandais  cherchent l’alliance de la France, en guerre avec la Grande-Bretagne depuis 1793. Des contacts sont établis entre le gouvernement français et le directoire exécutif des irlandais unis. Theobald Wolfe Tone est le principal artisan de l’alliance franco-irlandaise. Réfugié à Paris, il harcèle les ministres du Directoire et finit par les rallier à sa cause. Le général Lazare Hoche est chargé de monter l'expédition d'Irlande. Une armée de 15 000 hommes embarqués sur quarante deux vaisseaux quitte la rade de Brest le 15 décembre 1796. Mais elle est dispersée par la tempête. À cause des éléments naturels, et aussi de la mauvaise volonté des officiers, une occasion favorable est irrémédiablement gâchée. Affolés par les menaces de débarquement, les groupes protestants réactionnaires multiplient les abus et les provocations en formant de nombreuses milices (Wrekers et Peep O'Day Boys). Entre mars 1796 et avril 1797, presque la totalité de l’Irlande est placée sous la loi martiale. La presse contestataire est interdite et les principaux dirigeants sont arrêtés. Les troupes anglaises du général Lake désarment les Irlandais en commettant de nombreuses exactions (meurtres, tortures, incendies). De leur côté, les patriotes irlandais préparent une insurrection générale. Ce nouveau soulèvement est nourri aussi bien par l'émancipation des États-Unis que par l'exemple de la Révolution française. 
En 1798, une dénonciation permet au gouvernement de décapiter l’organisation révolutionnaire, et une dizaine de chefs sont arrêtés. C’est dans ce climat de violence et de méfiance que débute l’insurrection générale le 23 mai 1798.
Le 30 mai, les rebelles catholiques s'emparent de Wexford et massacrent les unionistes puis, le 5 juin, font un nouveau massacre de protestants à Scullabogue (en). Le 21 juin, les insurgés sont écrasés par des forces anglo-irlandaises à la bataille de Vinegar Hill. La rébellion de juin 1798 a échoué car le mouvement était désorganisé et la plupart des chefs des Irlandais Unis étaient en prison. Elle est commémorée par la chanson The Wind That Shakes the Barley.

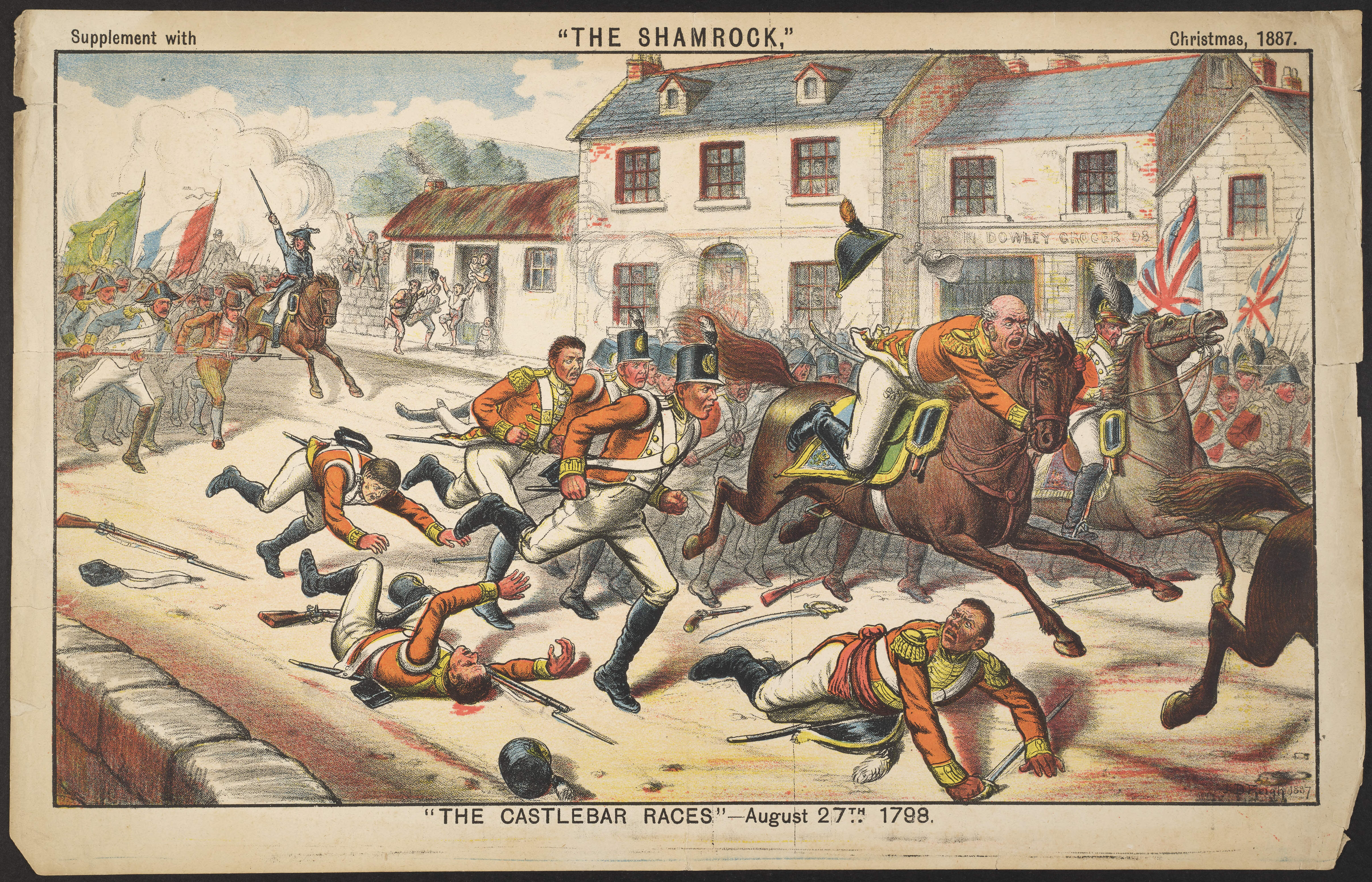
Caricature illustrant la charge des chasseurs français à bataille de Castlebar.

C’est le moment que choisit le Directoire pour monter une nouvelle expédition, analogue à celle de 1796. Le 6 août 1798, une petite escadre prend la mer avec un millier d’hommes à son bord, sous le commandement du général Humbert. Débarqué le 22 août à Killala, le corps français est engagé le 24 août à Ballina puis trois jours plus tard à Castlebar, où les forces françaises et les rebelles irlandais l’emportent sur une force de 6 000 Britanniques dans ce qui fut plus tard surnommé la « course de Castlebar » pour se moquer de fuite précipitée des troupes unionistes ; une partie des miliciens levés par la Couronne en Irlande va d'ailleurs se rallier aux vainqueurs.
Une éphémère république de Connaught est proclamée après la victoire et John Moore, chef de la Mayo Irlandais-Unis en devient le président. 
 Après la victoire de Collooney, le 5 septembre, les troupes rebelles et françaises sont encerclées, le 8 septembre, à Ballinamuck obligeant le corps expéditionnaire français du général Humbert à capituler le 15 septembre.
Le 16 septembre, un nouveau corps expéditionnaire, commandée par le général Hardy fort de 3 000 hommes, part de Brest mais il est intercepté et battu, le 12 octobre, par la Royal Navy près de l'île de Toraigh dans la baie du Donegal.
En novembre, Wolfe Tone est reconnu, fait prisonnier, jugé à Dublin devant la cour martiale, et condamné à mort par pendaison. La veille de l’exécution, il se tranche la gorge avec un canif et agonise toute une semaine avant d’expirer le 19 novembre 1798.
La répression qui s'ensuit fait 30 000 morts parmi ceux soupçonnés d'avoir soutenu la révolte et, le 1er août 1800, la Grande-Bretagne proclame un « acte d'union » unissant totalement l'Irlande au nouveau Royaume-Uni. 
Des patriotes irlandais, enrôlés dans une Légion irlandaise, participent aux guerres napoléoniennes au côté de la Grande Armée .

## Famine, émigration et révolte

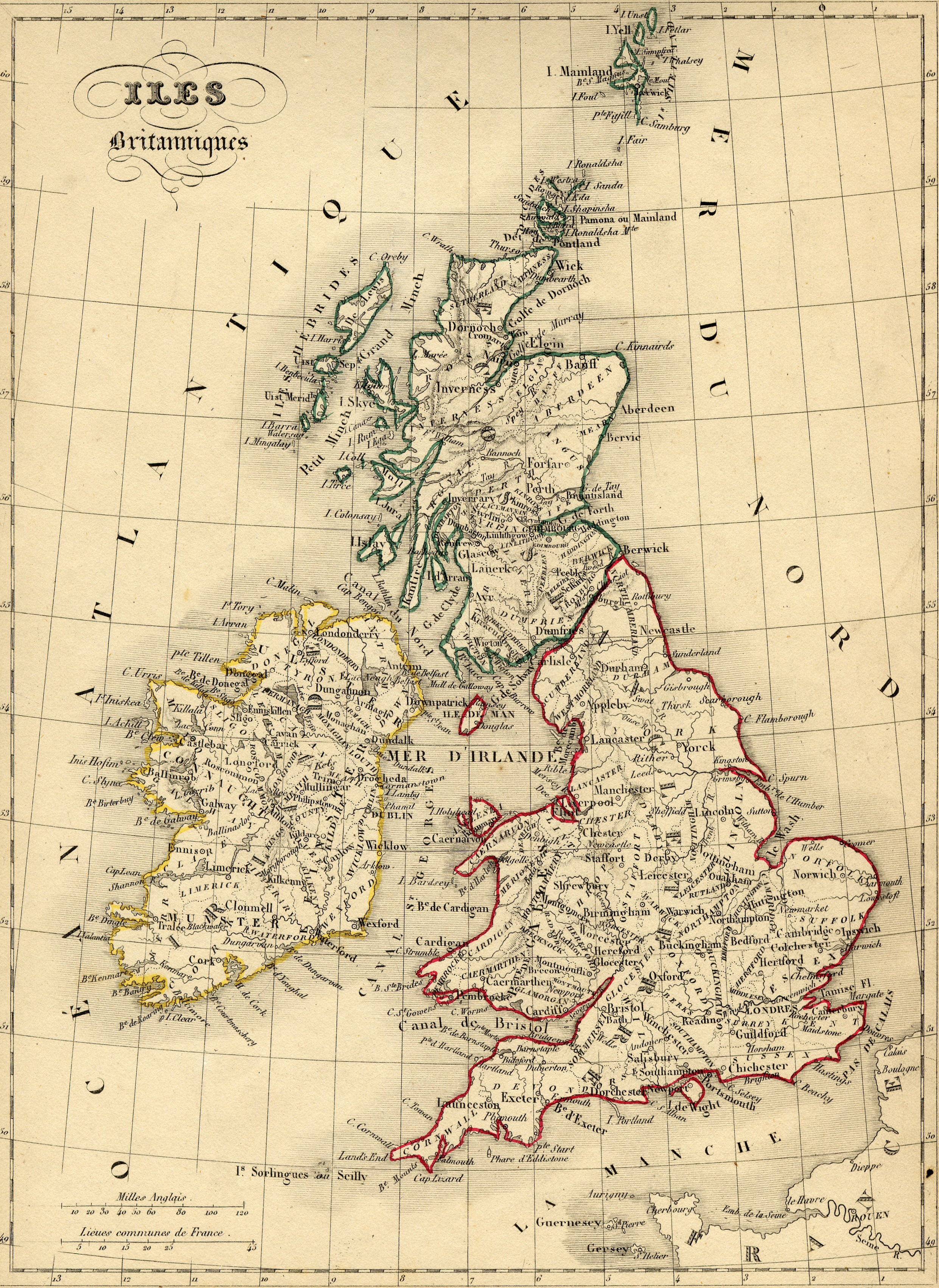
Les Îles britanniques en 1843, alors Royaume-Uni de Grande-Bretagne et d'Irlande.

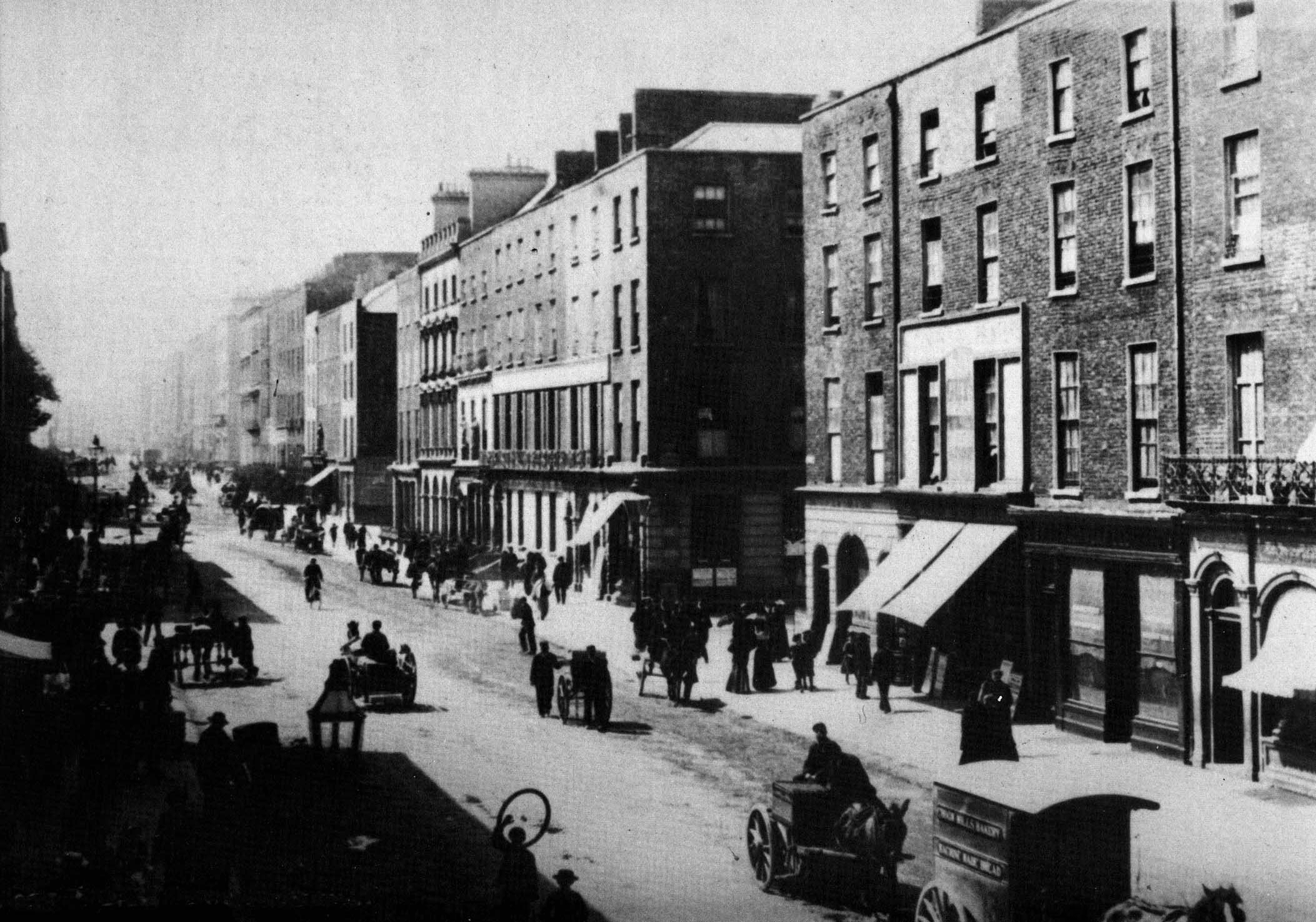
Limerick vers 1900.

Au cours de la première moitié du XIXe siècle, des sociétés secrètes se constituent et s'en prennent aux fermes et aux récoltes des propriétaires protestants. L'agitation agraire est permanente. L'une des principales demandes des Irlandais concerne la réforme agraire. L'opposition est alors incarnée par Daniel O'Connell, promoteur d'un nationalisme non-violent, élu maire de Dublin en 1841.
Le mouvement Jeune Irlande poursuit cette politique en s'efforçant de dépasser les clivages confessionnels et en donnant la priorité au combat culturel notamment pour faire revivre la langue gaélique. Le soulèvement de juillet 1848 qui accompagne les révolutions sur le continent est un échec complet, mais donne au mouvement républicain son symbole, le drapeau tricolore.
Le XIXe siècle est marqué par une émigration massive des Irlandais (plusieurs millions) en direction de l'Amérique, émigration accrue par les conséquences de la terrible famine qui sévit en Irlande entre 1846 et 1848. Cette famine est d'ailleurs l'objet de controverses : les nationalistes irlandais considérant que c'est délibérément que la couronne britannique a laissé les Irlandais mourir de faim. Une nouvelle famine sévit en 1879. La population irlandaise diminue de moitié entre le début des années 1840 et la fin du XIXe siècle.
Mais à la fin du XIXe siècle, le mouvement pour l'indépendance reprend de la force, les élus irlandais au parlement britannique s'en font l'écho. Une suite de réformes agraires commence à restituer des terres aux Irlandais à la suite de vastes mouvements de résistance civile contre les expulsions dans les campagnes, principalement dans le Connacht. En 1905, le Sinn Féin indépendantiste est fondé. De son côté, James Connolly fonde le premier journal socialiste irlandais : Workers' Republic. Des syndicats irlandais se développent.
En 1912, le Home Rule est voté, donnant une autonomie relative à l'île. Néanmoins le pouvoir suspensif de la Chambre des lords puis le déclenchement de la Première Guerre mondiale l'empêcheront d'être mis en œuvre.

## L'Irlande pendant la Première Guerre mondiale et la Guerre d'indépendance

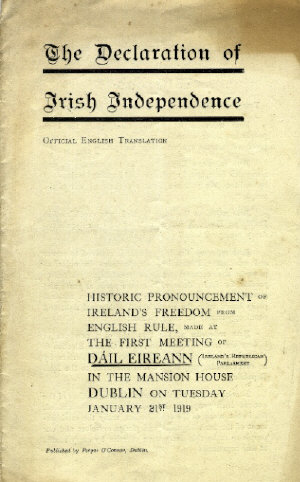
Document original de la déclaration d'indépendance.

En 1916, sous la direction de l'Irish Republican Brotherhood, du Sinn Féin et de l'Irish Citizen Army de James Conolly, éclate l'insurrection de Pâques 1916 à Dublin, qui proclame la République au nom de Dieu et des générations disparues. Le centre de Dublin est bombardé par des navires de guerre et l'insurrection est écrasée au bout d'une semaine. James Conolly, Patrick Pearse et les autres meneurs sont passés par les armes, mais le Sinn Féin en retire une popularité accrue : il remporte triomphalement les élections de décembre 1918, constitue un parlement irlandais (le Dáil Éireann) et proclame l'indépendance. Le pouvoir britannique dissout le parlement. Un nouveau soulèvement éclate, qui dure trois ans.
La révolte est saluée à l'étranger : le révolutionnaire russe Lénine proclama avec insistance qu'elle représentait le début d'une série de soulèvements contre l'ordre colonial et les puissances européennes.

## Après l'indépendance
Le 6 décembre 1921, des négociations entre le gouvernement britannique et les dirigeants nationalistes irlandais aboutissent au traité de Londres, qui fait de l'Irlande, amputée de six comtés de l'Ulster, un dominion au sein de l'empire britannique, l'Irish free state, qui se dotera d'une constitution en octobre 1922. La partition de l'île s'est faite sur des critères économiques, l'Ulster étant la région la plus développée à l'époque ; elle comprend six comtés, dont deux avec une faible majorité catholique.
Ce traité est ratifié de peu par le Dáil Éireann en décembre 1921, mais est rejeté par une large majorité. Cela entraîne la guerre civile irlandaise qui dure jusqu'en 1923, opposant les adeptes d'une poursuite de la lutte pour obtenir l'indépendance complète de l'île et les partisans du compromis de 1921.
Durant ses premières années, ce nouvel État est gouverné par les vainqueurs de la guerre civile. Cependant, en 1932, Fianna Fáil, le parti des opposants au traité, dirigé par Éamon de Valera, remporte les élections (il restera au pouvoir jusqu'en 1948). En 1933, De Valera, devenu président du conseil, fait abolir le serment au souverain du Royaume-Uni.
En 1937, il fait adopter une nouvelle constitution qui renomme l'État en Éire ou en anglais Ireland et en français, Irlande (preface to the Constitution). Un traité conclu en 1938 avec le Royaume-Uni, lui laissant ses bases navales en Irlande, entérine cette indépendance. L'Irlande reste neutre durant la Seconde Guerre mondiale, interdisant même officiellement au Royaume-Uni l'usage militaire de ses ports et aéroports.
En février 1948, le parti Fine Gael remporte les élections. Le gouvernement de coalition qu'il constitue avec le parti travailliste proclame la république d'Irlande, le 18 avril 1949, quittant le Commonwealth.
Dans les années 1960, l'Irlande connait un changement économique majeur par suite des réformes du  Taoiseach (Premier ministre) Seán Lemass et du ministre des Finances T. K. Whitaker. En 1968, le ministre de l'Éducation, Donnchadh O'Malley, rend l'enseignement secondaire gratuit. Au début des années 1960, l'Irlande demande son admission dans la Communauté économique européenne, mais, parce que 90 % de ses exportations étaient destinées au marché du Royaume-Uni, elle ne fait rien pour y entrer jusqu'à ce que le Royaume-Uni le fasse en 1973.
Les problèmes économiques mondiaux des années 1970, aggravés par une mauvaise politique économique des gouvernements suivants, dont celui de Premier ministre Jack Lynch, entraînent une stagnation de l'économie. Les troubles en Irlande du Nord découragent les investissements étrangers. La livre irlandaise, ou Punt, créée en tant que monnaie véritablement séparée de la livre anglaise en 1979, est dévaluée lors de sa création. Toutefois, les réformes économiques des années 1980, aidées par les investissements de la Communauté européenne, conduisent à l'émergence de l'un des taux de croissance économique les plus élevés du monde avec une immigration massive (en particulier de personnes en provenance d'Asie et d'Europe orientale) comme caractéristique de la fin des années 1990. Cette période sera connue comme celle du « Tigre celtique » et servira de modèle de développement économique dans les États de l'ancien bloc de l'Est qui rejoignent l'Union européenne au début des années 2000. La valeur des propriétés est multipliée par un facteur compris entre quatre et dix entre 1993 et 2006, en partie à cause du boom économique.
La société irlandaise adopte également une politique sociale relativement libérale au cours de cette période. Le divorce est légalisé, l'homosexualité dépénalisée, alors que l'avortement dans des cas limités est autorisé par la Cour suprême irlandaise. De graves scandales, sexuels et financiers, touchent l'Église catholique irlandaise, coïncidant avec une diminution généralisée de la pratique religieuse dont une fréquentation de la messe divisée de moitié en vingt ans. Une série de tribunaux créés dans les années 1990 sont chargés d'enquêter sur les malversations présumées des politiciens, du clergé catholique, des juges, des hôpitaux et de la Garda (police).
Le 12 juin 2008, un référendum organisé sur le traité de Lisbonne recueille une majorité de non pour des raisons multiples, basées surtout sur la nouvelle puissance économique du pays. Mais celui-ci est frappé peu après de plein fouet par la crise économique de 2008 et un nouveau référendum récolte 58 % de oui.
En 2013, l'Irlande quitte la tutelle mise en place en 2010 par le FMI et l'UE à la suite de la bulle immobilière de 2007. Le chômage a diminué de 3,2 % en un an mais reste à 12,8 %.

### Filmographie
- Le Mouchard de John Ford, à partir du livre homonyme de Liam O'Flaherty, qui traite de la lutte pour l'indépendance.
- Michael Collins de Neil Jordan (Lion d'or à la Mostra de Venise en 1996), basé sur la vie du chef historique de l'IRA.
- Le vent se lève de Ken Loach (Palme d'or au festival de Cannes en 2006) raconte les luttes qui ont conduit au traité de 1921 et la terrible guerre civile irlandaise qui a suivi.
- Dancing at Lughnasa, écrit par Brian Friel, montre la vie de campagne en Donegal après la partition d'Irlande.
- Au nom du père de Jim Sheridan, 1994
- Bloody sunday de Paul Greengrass (Ours d'or du meilleur film à Berlin en 2002) traite de la guerre civile de 1972.
- Hunger de Steve MacQueen (2008) raconte la grève de la faim et la mort, en prison, de Bobby Sands en 1981.
- Shadow dancer de James Marsh, 2012

#### Avant 800
- Sites archéologiques en Irlande (pays), dont Tara (site irlandais)
- Mésolithique irlandais (en)
- Mégalithisme en Europe, liste des sites mégalithiques en Irlande, dont Brú na Bóinne
- Histoire de l'Irlande primitive
- Homme des tourbières, dont homme de Cashel (2000 AEC)
- Protohistoire de l'Irlande (en)
- Liste de trésors en Irlande (en)
- Celtes, Langues celtiques, villes ou oppidums celtiques en Irlande, religion des Celtes, guerre chez les Celtes, barde (druidisme), triskèle, tanistrie
- Gaëls, langues gaéliques, ogham, os gravé de Tullycommon (en)
- Irlande gaélique (450c-1542)
- Relations hiberno-romaines (en) (de -50c à +450c)
- Histoire de l'Irlande (400-795) (en), vieil irlandais
  - Ve siècle en Irlande
  - Liste des rois d'Ulster
  - Lois des brehons
  - Roi d'Irlande, liste des rois de Tara, liste des rois d'Ailech...
  - Ard rí Érenn (roi suprême), dont Mal mac Rochraide (vers 106-110), liste des rois suprêmes d'Irlande
  - Royaume de Dál Riata (498-850, Écosse)
- Guerre gaélique (en)
- Tailteann Games
- Christianisme celtique, rite celtique, monastère double, Femmes en église celtique (en)
  - Patrick d'Irlande (370/390-460/490), Douze apôtres de l'Irlande, mission hiberno-écossaise (en) (550-650?)
  - Christianisme irlandais, expansion du christianisme au Moyen Âge, Colomba d'Iona..., hiberno-latin, Cathach de saint Colomba
  - Haute croix, croix de Muiredach
  - Abbaye de Kells, abbayes détruites en Irlande
  - Oratoire de Gallarus, Kilmalkedar, et autres (Beehive hut, cabane en pierre sèche)
  - Art insulaire, sanctuaire de la cloche (en), crosse insulaire (en), plaque de crucifixion (en), House-shaped shrine`fr=reliquaire en forme de maison (en), cumdach
  - Broche celtique, broche de Tara
  - Enluminure insulaire (500c-800/850), Livre de Kells, Livre d'Armagh, Missel de Stowe
- Histoire de Dublin avant 795 (en)

#### 800
- Histoire de l'Irlande entre 795 et 1169, viking et prénormande, début du Dublin scandinave (en) (795), esclavage en Irlande (en)
- Première littérature irlandaise (en) (800c-1500c)
  - Lebor na hUidre
  - Cycle mythologique, cycle d'Ulster (de la Branche Rouge), cycle fenian (ossianique), cycle historique (des rois)
- Art viking
- Groupes de parenté celtique irlandais pré-normands (en)
- Clans irlandais
- Laudabiliter (1155), bulle pontificale cédant l'île à la monarchie anglaise
- Histoire de l'Irlande (1159-1536) (en)
  - Invasion normande de l'Irlande (1169-1175), Geste des Engleis en Yrlande
  - Hiberno-Normands
  - Seigneurie d'Irlande (1171-1541)
  - Lord-lieutenant d'Irlande (1171-1922), vice-roi d'Irlande, assisté du Conseil privé d'Irlande (Lord chancelier d'Irlande, Secrétaire en chef pour l'Irlande...), liste des gouverneurs en chef de l'Irlande (en)
  - Parlement d'Irlande (1297-1800)
  - Grange monastique cistercienne (institution dissoute après 1536)
  - Campagne d'Édouard Bruce en Irlande (1315-), dîme, Domesday Book, grande famine de 1315-1317
- Statuts de Kilkenny (1366-1367), diverses interdictions aux Hiberno-normands et irlandais
- Cobhlair Mor (?-1395), princesse irlandaise maintenant les traditions gaëliques

#### 1500
- Histoire de l'Irlande (1536-1691) (en)
- Réforme en Irlande (en)
  - Ascendance protestante, protestantisme en Irlande (en)
  - Dissolution des monastères, sécularisation
- Reconquête de l'Irlande par les Tudor (1536-1603), liste des monarques d'Angleterre
- Plantations en Irlande (colonisation),
  - Plantation de l'Ulster (en), noms écossais en Ulster (en), Américains écossais-irlandais (en)
- Nationalisme irlandais, nationalisme culturel irlandais
- Royaume d'Irlande (1542–1651, 1659–1801), Confédération irlandaise (1642-1651)
- Rébellions des Geraldines du Desmond (1569-73, 1579-1583)
- Guerre de Neuf Ans en Irlande (1594-1603)

#### 1600
- Fuite des comtes (1607)
- Engagisme pour la Barbade, seule île américaine autorisée aux pauvres irlandais
- Guerres des Trois Royaumes (1639-1651, Angleterre-Écosse-Irlande)
- Rébellion irlandaise de 1641, guerres confédérées irlandaises (1641-1653)
- Irlandais de Nantes
- Interrègne anglais (1649-1660)
  - Conquête cromwellienne de l'Irlande (1649-1653), Oliver Cromwell (1599-1658)
  - Commonwealth d'Angleterre (1649–1653, 1659–1660), Parlement croupion, Richard Cromwell
  - Protectorate (1653-1659), Instrument of Government
  - Lois pénales (Irlande)
- Société philosophique de Dublin (en) (1683)
- Glorieuse Révolution (1688-1689), débarquement de Kinsale (1689), siège de Derry (1689)
  - guerre Williamite en Irlande (en) (1689-1691)

#### 1700
- Histoire de l'Irlande (1691-1800) (en)
- Royaume-Uni de Grande-Bretagne (1707-1800)
- Rébellions jacobites (1715, 1745)
- Émancipation des catholiques
- Royal Dublin Society (1731)
- Patriotisme irlandais au XVIIIe siècle, Irish Volunteers (1778)
- Parti patriotique irlandais (protestant, années 1770, Henry Grattan)
- Ordre d'Orange (1795), société fraternelle protestante
- Guerres napoléoniennes (1792-1815), expédition d'Irlande (1796)
- Theobald Wolfe Tone (1763-1798), initiateur du nationalisme républicain irlandais
- République du Connaught  (1798, 8 jours), rébellion irlandaise de 1798, expédition d'Irlande (1798)
- Charles Cornwallis (1738-1805), lord lieutenant d'Irlande (1798–1801), Cornwallis en Irlande (en)
- Yeomanry (British Army)

#### 1800
- Actes d'Union (1800) : abolition du Parlement d'Irlande (chambre des communes irlandaise, chambre des lords irlandaise)
- Royaume-Uni de Grande-Bretagne et d'Irlande (1801-1922)
- Seconde Réforme (années 1820-1870)
- Républicanisme irlandais
- Celtomanie
- Grande famine irlandaise (1845-1852), souperisme (en)
- Home Rule (Irlande), projet (1870), proposition (1886) acceptée en 1914, à appliquer après guerre
- Irish Parliamentary Party (1882)
- Fédération impériale, projet porté par l'Imperial Federation League (1884), contenant une formule d'Home Rule (Irlande)

#### 1900
- Sinn Féin (1905)
- Histoire de l'Irlande pendant la Première Guerre mondiale
- Histoire de l'Irlande (pays) (depuis 1916, et davantage en contexte)
  - Ulster Volunteers (1912), Irish Volunteers (1913)
  - Insurrection de Pâques 1916, République irlandaise (1919) (-1922, non reconnue)
  - Éamon de Valera (1882-1975), père de la nation irlandaise
  - Guerre d'indépendance irlandaise (1919-1921), Irish Republican Army (1919), Police royale irlandaise, Black and Tans
  - Loi sur le gouvernement de l'Irlande de 1920, traité anglo-irlandais (1921), partition de l'Irlande, Irlande du Sud (1921-1922)
  - Guerre civile irlandaise (1922-1923)
- État libre d'Irlande (1922-1937), Royaume-Uni de Grande-Bretagne et d'Irlande du Nord (1922-présent)
- Guerre économique anglo-irlandaise (en) (1932-1938)
- Constitution de l'Irlande (1937), Oireachtas (corps législatif irlandais : Dáil Éireann et Seanad Éireann), Taoiseach (exécutif/gouvernement)

- Neutralité irlandaise pendant la Seconde Guerre mondiale (histoire militaire du Royaume-Uni pendant la Seconde Guerre mondiale)
  - État d'urgence (An Éigeandáil, Emergency)
  - Ministre de la Coordination des Mesures de Défense (en) (1939-1945)
  - S-Plan de sabotage de l'IRA en Grande-Bretagne (1939-1940), Offences against the State Acts
  - Ulster Defence Volunteers (en) (1940)
  - Belfast Blitz (en) (1941, attaques aériennes)
  - Bombardement de Dublin pendant la Seconde Guerre mondiale (en) (1941)
  - Marine marchande irlandaise pendant la Seconde Guerre mondiale (en)
  - Événements maritimes irlandais pendant la Seconde Guerre mondiale (en)
  - Bataille de l'Atlantique (1939-1945)
  - Collaboration entre l'Armée républicaine irlandaise et l'Abwehr (en)
  - Opération Green (Irlande) (en)
  - Plan W (en) (en cas d'invasion nazie en Irlande)
  - EPO 362 (en) contre les déserteurs des Forces de Défense irlandaises

- Loi sur la république d'Irlande de 1948

- Renouveau celtique
- Conflit nord-irlandais (1968-1998)
  - Révisionnisme irlandais (1970-)
  - Unionisme en Irlande, loyalisme d'Ulster, réunification de l'Irlande

- Tigre celtique (1990c-2002), bulle immobilière en Irlande

#### 2000
- Crise financière irlandaise (2008-2011)
- Économie de l'Irlande, Démographie de l'Irlande (pays)
- Politique en Irlande (pays), élections en Irlande (pays)
  - Président de l'Irlande, liste des présidents de l'Irlande
  - Gouvernement de l'Irlande, liste des chefs du gouvernement irlandais depuis 1919
- Relations entre l'Irlande et l'Union européenne
- Histoire militaire de l'Irlande (en), diaspora militaire irlandaise (en)
- Liste de conflits en Irlande (en)
- Liste de soulèvements irlandais (en)
- Liste de massacres en Irlande (en)
- Histoire de la langue irlandaise (en)
- Histoire des Juifs en Irlande (en), émigration des Juifs fuyant l'Europe occupée vers le Royaume-Uni
- Sans-abris en Irlande (en), squatter en Irlande (en)
- Noblesse en Irlande (en), Anglo-Irlandais